# Сименс, Карл Георг
Карл Георг Сименс (4 июня 1809, Бад-Пирмонт — 28 сентября 1885, Бад-Гарцбург) — немецкий технолог и преподаватель, сын Франца Эрнста Сименса (1780 — 1855), известного сельского хозяина, введшего много усовершенствований в винокуренном производстве.
Изучал сельское хозяйство в 1828 — 1832 годах, затем совершил длительное путешествие по Чехии, Моравии, Венгрии и южной Германии; после был управляющим винокуренного завода и в 1837 году основал в Брауншвейге первый крупный сахарный завод, снабжённый паровыми приспособлениями.
В 1838 году Сименс стал преподавателем сельскохозяйственной технологии и руководителем химических мастерских технологического института в Хоэнхайме, а с 1839 года — профессором технологии там же; он ввёл много улучшений в области технологии сельскохозяйственных продуктов. В 1868 году изобрёл новый вид печей, в 1882 году вышел на пенсию и остаток жизни провёл в Бад-Гарцбурге, где и умер.
Самыми известными его работами являются: «Die Destillierapparate nebst Beschreibung des Hohenheimer Dephlegmators» (1853), «Anleitung zum Branntweinbrenner» (1853 — 1870), «Mitteilungen über die Neuerungen in der Brennerei, Brauerei u. Stärkefabrikation» (1870) и «Die Zuckerfabrikation» (в соавторстве с Гроте, 2 издание, там же, 1870).